# Pierre Dumesnil
Pierre Joly dit Pierre Dumesnil est un nageur français né le 10 décembre 1931.
Il est membre de l'équipe de France aux Jeux olympiques d'été de 1952, prenant part au 200 mètres brasse  ; il est éliminé en séries.
Il est champion de France du 200 mètres brasse en 1953.
Il détient le record du monde de natation messieurs du 4 × 100 mètres 4 nages du 22 mars au 1er avril 1953 (avec Gilbert Bozon, Maurice Lusien et Alex Jany) avec un temps de 4 min 32 s 2 puis du 1er avril au 17 avril 1953 avec un temps de 4 min 31 s 5 . 
En club, il a été licencié au Racing Club de France.